# Paranothrotes gotvendicus
Paranothrotes gotvendicus är en insektsart som först beskrevs av Bolívar, I. 1912.  Paranothrotes gotvendicus ingår i släktet Paranothrotes och familjen Pamphagidae.

## Underarter
Arten delas in i följande underarter:
- P. g. gotvendicus
- P. g. rectus